# Задача Бертрана
Задача Бертрана — задача, обернена до задачі двох тіл, яка полягає у визначенні сили взаємодії за відомими властивостями траєкторій руху.

## Перша задача Бертрана
Перша задача Бертрана. Знайти закон сил, що залежать тільки від положення рухомої точки, і змушують її описувати конічні перетини, які б не були початкові умови.
Цю задачу успішно розв'язали Дарбу та Альфеном за додаткового припущення, що сила центральна, а потім вдалося відкинути й цю умову. Виявилося, що таких взаємодій дві — закон всесвітнього тяжіння і закон Гука.

## Друга задача Бертрана
Припущення про центральність сили, втім, можна було б зробити і з загальних міркувань симетрії задачі.
Друга задача Бертрана. Знаючи, що сила, яка викликає рух планети навколо Сонця, залежить тільки від відстані і така, що вона змушує свою точку прикладання описувати замкнуту криву, які б не були початкові умови, якщо швидкість менша від деякої межі, знайти закон цієї сили.
Відповідь коротка: закон сили може бути або законом Гука або законом всесвітнього тяжіння.
Задачу розв'язав сам Бертран. Найповніший розв'язок наведено в замітці Дарбу до механіки Депейру

## Завдання Кенігса
Кенігс (Koenigs G.) запропонував ще загальнішу задачу:
Задача Кенігса. Знаючи, що сила, яка викликає рух планети навколо Сонця, залежить тільки від відстані і така, що вона змушує свою точку прикладання описувати алгебричну криву, які б не були початкові умови, знайти закон цієї сили.
Відповідь виявилась такою самою: закон сили може бути або законом Гука або законом всесвітнього тяжіння.
Вичерпний розв'язок задачі дав сам Кенігс. Ідея доведення зводиться до доведення замкнутості аналітичної фінітної орбіти, що зводить задачу до попередньої.

## Історична довідка
Завдання визначення вигляду сил під час руху тіла по орбітах у вигляді конічних перетинів і вигляду орбіт за заданим законом сил сформулював і повністю розв'язав Ісаак Ньютон у I книзі «Математичних начал» з використанням розробленого ним синтетичного методу, що об'єднує геометричні доведення основних теорем математичного аналізу і теорії границь зі створеною ним теорією аналітичних рядів на основі бінома Ньютона.
У відділі III (Про рух тіл по ексцентричних конічних перетинах) доводиться, що рух по конічних перетинах можливий лише для закону обернених квадратів (Пропозиції XI—XIII), або для закону першого степеня (Гука, Пропозиція Х). Причому перший випадок відповідає напрямку сили до фокуса конічного перетину, а другий — до геометричного центра еліпса. У відділі II попередньо доводиться, що рух тіла по частині будь-якої гладкої кривої, що лежить у площині, можна звести до руху в полі деякої центральної сили з притягальним центром на цій площині (Пропозиція VII, Наслідки 2 і 3).
У відділі IX (Про рух тіл по рухомих орбітах і про переміщення апсид) доводиться з використанням аналітичних рядів і граничного переходу від орбіти, близької до кола, до колової, що замкнута орбіта може бути тільки за показника степеня +1 (закон Гука, Приклад 2) або -2 (закон тяжіння, Приклад 3).
У передмові до «Начал» автор перекладу і редактор першого видання «Начал» російською мовою механік О. М. Крилов відзначає, що перший переклад англійською мовою зроблено в 1727 році, французькою — лише в 1759 маркізою дю Шатле, і робота Ньютона сучасними європейськими мовами стала доступною лише через багато десятиліть після першого її видання в 1686 році.